# Ricardo Lessa
Ricardo Lessa (Rio de Janeiro, 3 de maio de 1956) é um jornalista, escritor e apresentador de televisão brasileiro.
É formado em jornalismo pela Universidade Federal do Rio de Janeiro (UFRJ), iniciando sua carreira em 1975 no Jornal do Brasil. Apresentou o programa Bom Dia Rio, da Rede Globo e foi editor do caderno de política do jornal O Estado de S. Paulo, atuando também no canal Globo News por dez anos, onde participou da criação do programa Entre Aspas, do qual foi âncora e apresentando também o Jornal das Dez.
De abril de 2018 até julho de 2019, apresentou o programa de entrevistas Roda Viva da TV Cultura, substituindo Augusto Nunes, e sendo substituído por Daniela Lima. 
Com quarenta anos de carreira, Lessa tem seis livros publicados, entre os quais Amazônia: raízes da destruição e A que hora vem o povo?. Foi vencedor do Prêmio Embratel (1999) e do Prêmio Icatu de Jornalismo Econômico (1998).